# Argyrolobium stolzii
Argyrolobium stolzii är en ärtväxtart som beskrevs av Hermann August Theodor Harms. Argyrolobium stolzii ingår i släktet Argyrolobium och familjen ärtväxter. Inga underarter finns listade i Catalogue of Life.